# Eric Brandon
Pour les articles homonymes, voir Brandon.
Pas d'image ? Cliquez ici
Eric Brandon, né le 18 juillet 1920 à Londres et mort le 8 août 1982 à Gosport (Hampshire), est un pilote automobile anglais. Ami personnel de John Cooper, il a principalement piloté des monoplaces de la Cooper Car Company, et a disputé cinq épreuves de championnat du monde des conducteurs, de 1952 à 1954, après avoir été le premier champion de Formule 3 britannique en 1951 (sur Autosport F3).

## Résultats en championnat du monde de Formule 1
| Saison | Écurie          | Châssis    | Moteur             | Pneus  | GP disputés | Points inscrits | Classement en championnat |
| ------ | --------------- | ---------- | ------------------ | ------ | ----------- | --------------- | ------------------------- |
| 1952   | Ecurie Richmond | Cooper T20 | Bristol 6 en ligne | Dunlop | 4           | 0               | n.c.                      |
| 1954   | Ecurie Richmond | Cooper T23 | Bristol 6 en ligne | Dunlop | 1           | 0               | n.c.                      |